# Jencarlos Canela
Jencarlos Canela (* 21. dubna 1988 Miami, Florida) je americký zpěvák a herec. Hudbě se věnuje již od dětství. Jeho herecká kariéra započala v roce 2007, kdy získal svou první roli u televizní stanice Telemundo. V Česku a na Slovensku je známý z novely V náruči ďábla (v originále Mas sabe el diablo), kde hrál protagonistu po boku Gaby Espino.

## Hudební kariéra
Se zpěvem začal ve 12 letech ve skupině Boom Boom Pop. V roce 2002 začal zpívat jako sólista. Hraje na klavír, kytaru a bicí. Své písně píše v několika jazycích (angličtině, italštině, němčině nebo portugalštině).
Jeho debutové album vyšlo s názvem Buscame. Vzápětí v rádiích začali hrát jeho song Amor Quédate, který zabodoval v hitparádě Billboard Top 10. V roce 2011 vydal své druhé album s názvem Un nuevo día a v roce 2014 vyšlo zatím jeho poslední album s názvem Jen. Pracuje na albu, které by mělo nést název Calle con Clase a mělo by vyjít během roku 2019.

## Herecká kariéra
Svou první roli získal u stanice Telemundo v roce 2007 v novele Pecados Ajenos. Rok na to získal roli v muzikálu Miami Libre. Muzikál je příběh mladého Kubánce, který přijede do Miami, aby si splnil svůj sen stát se zpěvákem. Rok 2008 byl pro jeho hereckou kariéru průlomový, získal první roli jako protagonista v novele Mas sabe el diablo po boku Gaby Espino.
V roce 2010 natočil dva své první filmy. Film Más Sabe el Diablo: El Primer Golpe byl součástí stejnojmenné novely a akční film Hunted By Night. V roce 2011 získal další roli protagonisty v novele Mi Corazón Insiste en Lola Volcán a v roce 2013 si zahrál v zatím jeho poslední novele Pasión Prohibida. Po dotočení jeho poslední novely prohlásil, že se chce více než na herectví zaměřit na hudbu. I přesto si v roce 2016 zahrál v americkém seriálu Telenovela po boku herečky Evy Longorii, kde si zahrál roli herce a zpěváka, který má natáčet telenovelu se svou exmanželkou. Další postavu ztvární v chystaném seriálu Grand Hotel, který by se měl vysílat v roce 2019.

## Osobní život
Rodiče Jencarlose, Lisette a Heriberto jsou původem z Kuby. Má tři sourozence, dva bratry a sestru. Jeho mladší bratr Jason se také věnuje herectví.
V roce 2006 absolvoval s vyznamenáním uměleckou školu New World School of the Arts ve Spojených státech amerických.
Při natáčení novely Mas sabe el diablo (2009/2010) se seznámil s herečkou Gaby Espino s kterou se stali partnery. Jejich vztah oficiálně zveřejnili, ale až v roce 2011 přes live twitcam, kdy zároveň oznámili, že spolu čekají dítě. Dne 12. února 2012 se jim narodil syn Nickolas Canela Espino. Pár zveřejnil v roce 2014 svůj rozchod, přesto zůstali přáteli.

## Diskografie
| Rok  | Název        |
| ---- | ------------ |
| 2014 | Jen          |
| 2011 | Un nuevo Día |
| 2009 | Búscame      |

## Filmografie

### Filmy
| Rok  | Název                               | Postava                    |
| ---- | ----------------------------------- | -------------------------- |
| 2021 | The Man from Toronto                | ?                          |
| 2010 | Hunted by night                     | Brandon                    |
| 2010 | Más Sabe el Diablo: El Primer Golpe | Angel Salvador / El Diablo |

### Telenovely a seriály
| Rok       | Název                                   | Český TV název                       | Druh              | Postava                    | Počet epizod |                         | TV stanice |
| --------- | --------------------------------------- | ------------------------------------ | ----------------- | -------------------------- | ------------ | ----------------------- | ---------- |
| 2020      | Game On! A Comedy Crossover Event       | Velká komediální záměna              | seriálový speciál | Victor Garcia              | 2            | jedna z hlavních postav | Netflix    |
| 2020      | Ashley Garcia: Genius in Love           | Ashley Garcia: Geniální a zamilovaná | seriál            | Victor Garcia              | 6            | jedna z hlavních postav | Netflix    |
| 2020      | The Expanding Universe of Ashley Garcia | Ashley Garcia a rozpínání vesmíru    | seriál            | Victor Garcia              | 8            | jedna z hlavních postav | Netflix    |
| 2018/2019 | Grand Hotel                             |                                      | seriál            | El Rey                     | 4            | hostující role          | ABC        |
| 2015/2016 | Telenovela                              |                                      | seriál            | Xavier Castillo            | 11           | protagonista            | NBC        |
| 2013      | Pasión Prohibida                        |                                      | telenovela        | Bruno Hurtado              | 107          | protagonista            | Telemundo  |
| 2011      | Mi Corazón Insiste                      |                                      | telenovela        | Andrés Santacruz           | 133          | protagonista            | Telemundo  |
| 2010      | Perro Amor                              |                                      | telenovela        | Jencarlos                  | 1            | epizodní postava        | Telemundo  |
| 2009/2010 | Más Sabe el Diablo                      | V náručí ďábla                       | telenovela        | Angel Salvador / El Diablo | 182          | protagonista            | Telemundo  |
| 2008      | Doña Bárbara                            | Doňa Barbara                         | telenovela        | Asdrubal                   | 1            | epizodní postava        | Telemundo  |
| 2007/2008 | Pecados Ajenos                          |                                      | telenovela        | Alfredo Torres             | 167          | vedlejší postava        | Telemundo  |

### Muzikály
- The Passion (Fox, 2015) – Jesus Christ
- Miami Libre (2008) - Kubánský umělec